# فدیشه
فدیشه، روستایی در دهستان غزالی بخش مرکزی شهرستان میان‌جلگه در استان خراسان رضوی ایران است. این روستا، مرکز دهستان غزالی است.

## آیین مذهبی
همه ساله در روز عاشورا بزرگ‌ترین مراسم تعزیه خوانی ایران در این روستا برگزار می‌شود و تا هشتاد هزار نفر در این روز این مراسم را از نزدیک تماشا می‌کنند.

## جمعیت
بر پایه سرشماری عمومی نفوس و مسکن در سال ۱۳۹۵، جمعیت این روستا برابر با ۱٬۳۸۲ نفر (۴۲۷ خانوار) بوده است.